# Place du 11e-Chasseurs
La place du 11e-Chasseurs est une place de 8 400 m2 située au centre-ville de Vesoul. Elle doit son nom au 11e régiment de chasseurs à cheval qui y a siégé de 1887 à 1939.

## Géographie

### Localisation
La place se trouve entre le Lycée Professionnel du Luxembourg de Vesoul et un bâtiment logeant quelques services du Conseil départemental de la Haute-Saône, notamment les services de Direction de la Solidarité et de la Santé Publique (DSSP).

## Histoire
La place du 11e-Chasseurs se nommait autrefois la cour Wagram. Par la suite, elle sera rebaptisée place du 11e-Chasseurs et verra un monument s'élever au centre de la place : le monument de la Résistance haut-saônoise, inauguré en septembre 1954.

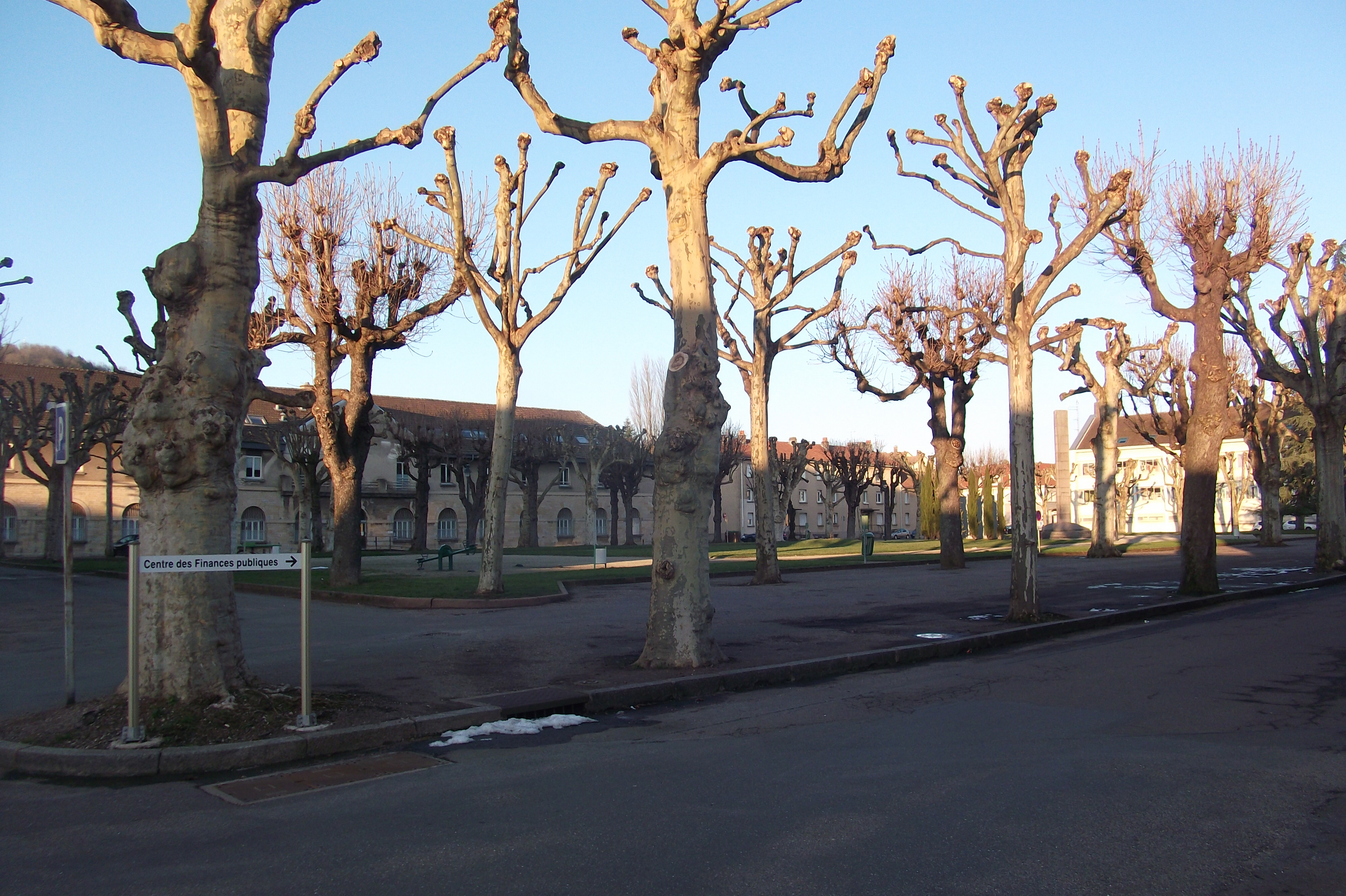
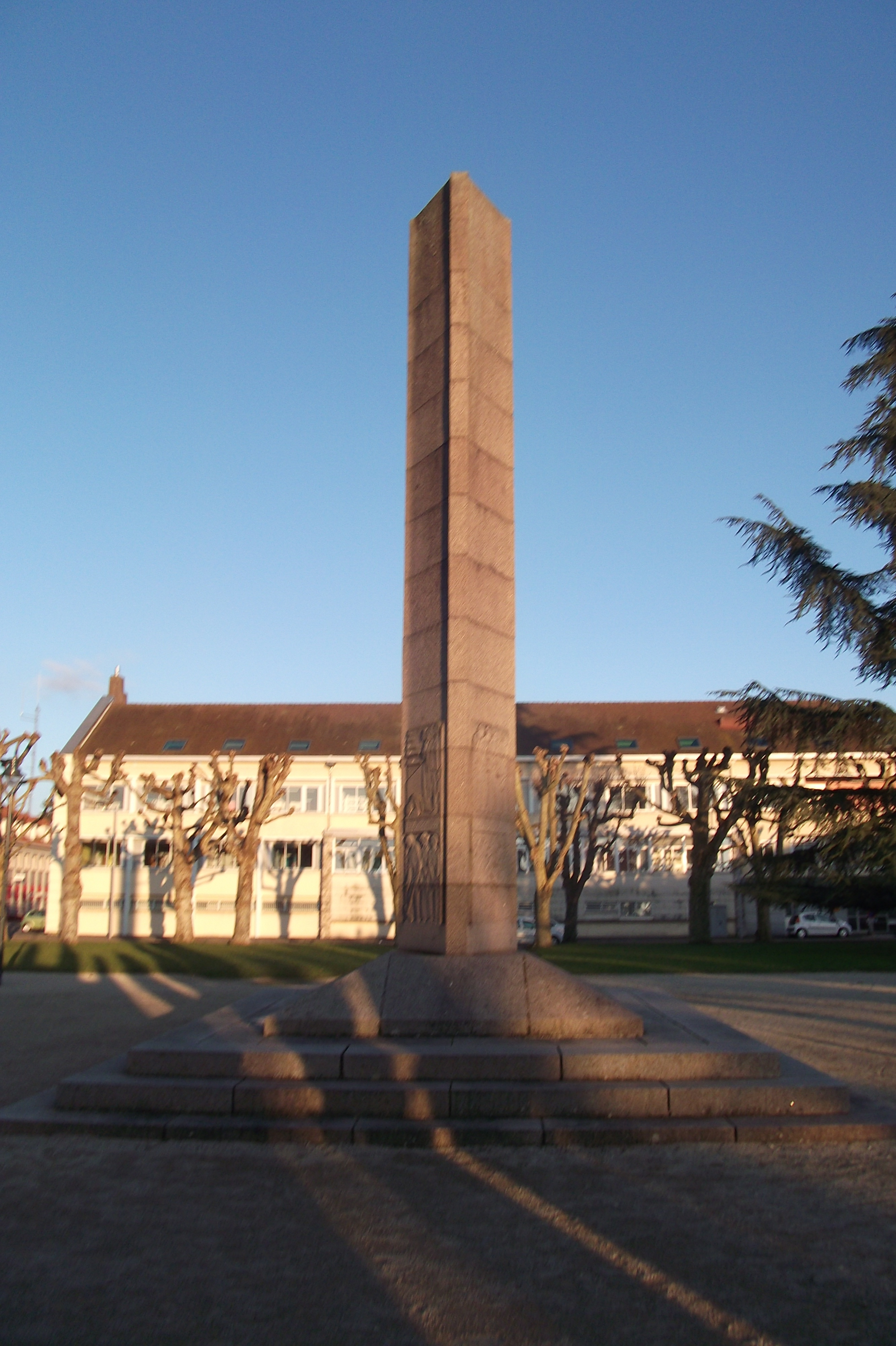
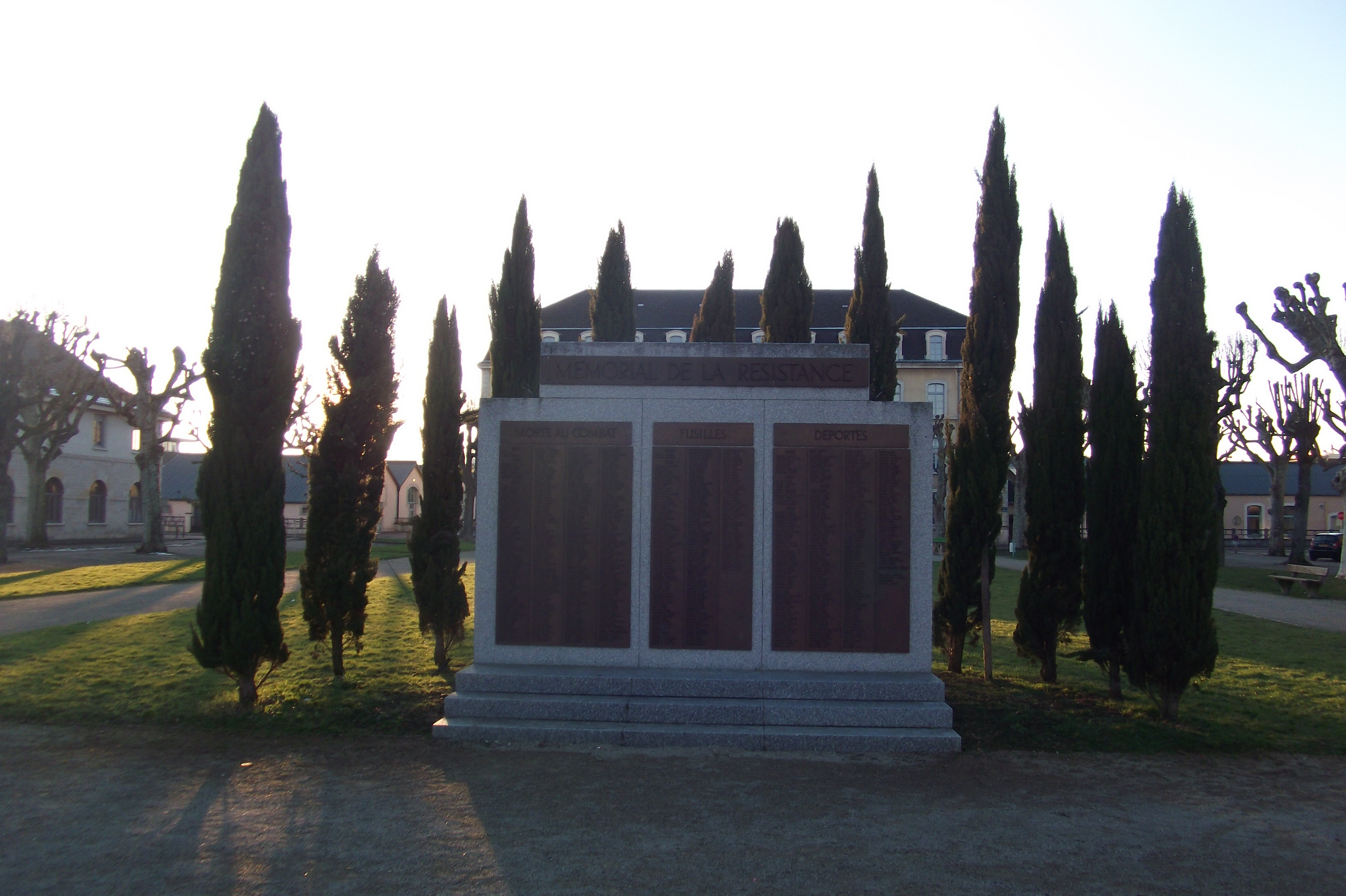

## Occupation de l'espace
La place contenait avant 2018 près de 80 platanes, marronniers et tilleuls. Près de la moitié ont été coupé en février 2018 du fait de leur mauvais état, et replantés ensuite en d'autres endroits. Plusieurs endroits de la place ont été l'objet d'une restauration, comme les bancs et l'enrobé des places de parking.
Cette opération, menée par la Communauté d'Agglomération de Vesoul, avait pour but de « donner envie aux habitants de se réapproprier les lieux ».